# Rocky Mound
Rocky Mound est une petite ville située au nord du comté de Camp, au Texas, aux États-Unis,.

## Démographie
Lors du recensement de 2010, la ville comptait une population de 311 habitants. Elle est estimée, le 1er juillet 2019, à 304 habitants.

### Source de la traduction
- (en) Cet article est partiellement ou en totalité issu de l’article de Wikipédia en anglais intitulé « Rocky Mound, Texas » (voir la liste des auteurs).